# 薩多阿爾
39°12′N 8°42′W / 39.200°N 8.700°W
薩多阿爾（葡萄牙語：Sardoal），是葡萄牙的城鎮，位於該國中部，由聖塔倫區負責管轄，始建於1532年，面積92.15平方公里，2011年人口3,939，該城鎮人口密度每平方公里42.75人。